# Universums sista dagar
Denna artikel handlar om filmen.  För den kosmiska frågan om universums öde, se Universums framtid.
Universums sista dagar (originaltitel:เรื่องรัก น้อยนิด มหาศาล, Ruang rak noi nid mahasan) är en thailändsk dramafilm från 2003 i regi av Pen-Ek Ratanaruang. I huvudrollerna ses Tadanobu Asano (som bibliotekarien Kenji) och Sinitta Boonyasak (som eskortflickan Noi). Filmen visades under 2003 och 2004 på filmfestivaler runt om i världen, däribland på Filmfestivalen i Venedig, Toronto International Film Festival, London Film Festival, Sundance Film Festival och Göteborg Film Festival.

## Handling
Filmen kretsar kring huvudpersonen Kenji, som är en ensam japansk bibliotekarie i Bangkok och som fantiserar om självmord. Han funderar på om han skall hänga sig, kväva sig, dränka sig eller kanske skjuta sig. Men varje gång som han skall till att förverkliga självmordet så kommer nåt emellan. Däremot är det hela tiden folk runt honom som dör, utan att de själva vill det. En dag stöter han på en flicka bland bibliotekets hyllor, som dessutom råkar vara i eskortbranschen. Men de hinner knappt lära känna varandra innan hon omkommer i en olycka som han delvis orsakar. Kenji blir då istället kompis med hennes syster Noi, som även hon är en eskortflicka. 

## Rollista
- Tadanobu Asano – Kenji
- Sinitta Boonyasak – Noi
- Laila Boonyasak – Nid
- Yutaka Matsushige – Yukio
- Riki Takeuchi – Takashi
- Thiti Rhumorn – Jon
- Yoji Tanaka – yakuza
- Sakichi Sato – yakuza
- Takashi Miike – yakuza

## Mottagande
Svenska Dagbladet, som gav den en fyra på en femgradig skala, beskrev filmen som ett "svävande drömspel om människor utan fast förankring i verkligheten, människor som glider omkring i ett landskap som bara visar sig i skärvor som ett sterilt bostadsbygge, en skitig strandremsa, en mörk klubb." Och att det handlar om att "leva i ständig osäkerhet både om tillvaron och sig själv"